# Maria Ossipova
Pour les articles homonymes, voir Ossipov.
Maria Ossipova (russe : Мария Осипова ; 27 décembre 1908 – 5 février 1999) était une partisane soviétique qui a fourni à Yelena Mazanik la bombe utilisée pour tuer Wilhelm Kube, un officier SS de haut-rang et le grand-commissaire de la Biélorussie occupée. Pour cet acte, Ossipova et ses co-conspirateurs ont reçu le titre de Héroïnes de l'Union Soviétique le 29 octobre 1943.

## Enfance
Ossipova est née Sokovtsova dans une famille de paysans biélorusses dans le Gouvernement de Moguilev dans l'Empire russe. Elle commence à travailler dans une usine de verre à l'âge de 13 ans et est présidente de son chapitre des pionniers. En 1924, elle rencontre son mari, Yakov Ossipov, alors qu'elle est déléguée au 6e Congrès du Komsomol. Plus tard, elle l'épouse et change son nom de famille. En 1928, elle devient membre du Parti Communiste et sort diplômée de l’École d'Agriculture de Minsk en 1935. Puis, elle continue ses études dans la filière du droit, dont elle est diplômée en 1940, avant de servir à la Cour Suprême de la République socialiste soviétique de Biélorussie. Elle quitte son emploi pour travailler comme assistant dans un cabinet d'avocats en mai 1941, quelques semaines seulement avant le début de la guerre.

## Seconde Guerre mondiale

### Début des activités de résistance
Lorsque les forces allemandes prennent Minsk, Ossipova travaille avec un professeur de l'école de droit où elle a précédemment étudié pour organiser un mouvement de résistance qui aura pour siège l'école. Le groupe de partisans débute avec 14 membres, mais en 1943, elle compte 50 membres actifs. D'abord, l'organisation imprime des tracts contre l'Axe, aide à cacher les juifs de la ville qui sont victimes de persécutions et aide des prisonniers de guerre soviétiques s'échapper des camps allemands. Après que le groupe ait contacté un détachement partisan en 1941, il organise la reconnaissance de missions de sabotage contre l'armée allemande. Fin 1941, le groupe est en communication avec le Parti Communiste de Biélorussie. Ossipova sert de courrier entre son unité et plusieurs autres unités de partisans, y compris le l'unité « Dima » commandée par D. Keimakh, l'unité « Mestnyye » commandée S. Vaupchassov, la brigade « Dyadi Koli » commandée par N. Nikitin, la brigade « Jeleznyak » commandée par I. Titkov, et l'unité « 200e » nommée en l'honneur de K. Rokosovsky. Elle écrit également pour le journal clandestin Zvezda, qui est diffusée dans Minsk occupée. Les partisans mettent à l'abri des prisonniers de guerre et des réfugiés juifs dans leurs greniers. Ils volent des armes et des médicaments de l'armée allemande, les stockent, et les répartissent auprès des autres partisans et des réfugiés. Le pseudonyme d'Ossipova est Tchernaïa.

### Assassinat de Wilhelm Kube
Le fait d'armes le plus connu d'Ossipova en tant que partisane est l'assassinat de l’officier de haut-rang SS et commissaire-général de la Biélorussie Wilhelm Kube, qui supervise le Ghetto de Minsk. À la fin de 1941, le commandant adjoint de l'unité « Dima » charge Nadejda Troïan de trouver quelqu'un qui travaille à l'intérieur de la maison de Kube et qui est disposée à participer à un complot visant à le tuer. Valentina Chchoutskaïa, la sœur de Yelena Mazanik, la suggère car elle travaille comme femme de ménage. Troïan met du temps à gagner la confiance de Mazanik, qui a très peur de la trahison mais finalement, elle accepter d'essayer de tuer Kube. Après avoir expliqué les faits et d'avoir discuté de la meilleure des méthodes pour le faire, il est décidé de planquer une bombe sous son lit. Avant que Mazanik ne place la bombe, Ossipova et Troïan quittent Minsk pour la forêt contrôlée par les partisans ainsi que leurs familles et celle de Mazanik. Ossipova donne à Mazanik une petite mine magnétique qu'elle transporte dans son sac à main. L'assassinat se passe comme prévu et après la mort de Kube, Mazanik, Troïan et elle sont déclarés Héroïnes de l'Union soviétique,.

## Après-guerre
Après la guerre, Ossipova rentre à Minsk pour participer à la reconstruction de la ville ravagée par la guerre. Plus tard, elle travaille dans le bureau de Vassili Kozlov, le Président du Présidium du Conseil Suprême de la Biélorussie, et de 1947 à 1963, elle est députée au Soviet Suprême de Biélorussie. Elle dirige également le département du Pardon du Présidium du Conseil Suprême de Biélorussie et travaille pour que les membres de la résistance à Minsk soient réhabilités après la propagation des mythes disant que la résistance de Minsk s'était engagée dans la collaboration avec les nazis. Elle meurt à l'âge de 90 ans le 5 février 1999, et est enterrée dans le Cimetière de l'est de Minsk,.

## Distinctions
- Héroïne de l'Union soviétique
- Ordre de Lénine
- Ordre de la Guerre patriotique, 1re classe
- Ordre du Drapeau rouge du Travail
- Citoyenne d'honneur de la ville de Minsk[6] et de Nourek (Tadjikistan)[3]